# Tropicomyia gloriosae
Tropicomyia gloriosae är en tvåvingeart som beskrevs av Spencer 1990. Tropicomyia gloriosae ingår i släktet Tropicomyia och familjen minerarflugor.
Artens utbredningsområde är Kenya. Inga underarter finns listade i Catalogue of Life.